# شویرچنا (استان اشوی‌داشکسیه)
شویرچنا (به لهستانی: Świerczyna) یک منطقهٔ مسکونی در لهستان است که در گمینا جاووشتسه واقع شده‌است.